# Soweto Open 2011

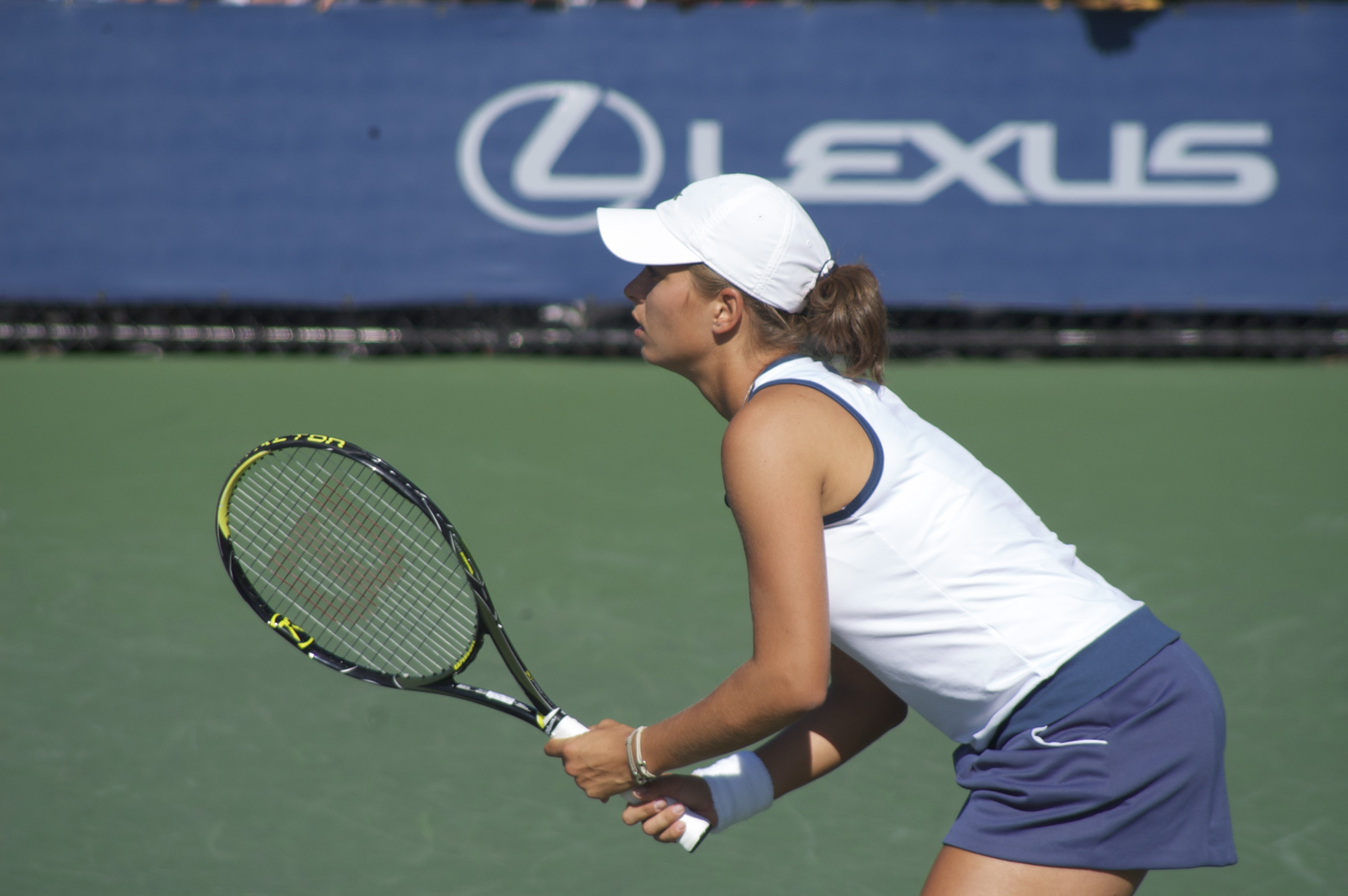
Петра Цетковская — финалистка женских одиночных соревнований.

Soweto Open 2011 — 3-й розыгрыш ежегодного профессионального международного теннисного турнир, проводимый ITF в рамках своего женского тура и ATP в рамках своего тура Challenger в южноафриканском городе Йоханнесбург. Соревнования прошли с 11 по 17 апреля.
Чемпионы прошлого года:
- мужской одиночный разряд:  Дастин Браун
- женский одиночный разряд:  Нина Братчикова
- мужской парный разряд:  Николя Маю /  Ловро Зовко
- женский парный разряд:  Виталия Дьяченко /  Эйрини Георгату

## Соревнования

### Одиночные турниры

#### Мужчины
Айзак ван дер Мерве обыграл  Рика де Вуста со счётом 6-7(2), 7-5, 6-3.

#### Женщины
Валерия Савиных обыграла  Петру Цетковскую со счётом 6-1, 6-3.

### Парные турниры

#### Мужчины
Михаэль Кольманн /  Александр Пейя обыграли  Андре Бегемана /  Мэттью Эбдена со счётом 6-2, 6-2.

#### Женщины
Турнир прерван на стадии полуфинала из-за невозможности доиграть соревнования по причине сильных дождей и наводнения.